# Hans Wolf (Politiker, 1892)
Hans Wolf (* 22. Januar 1892 in Karlsruhe; † 3. Juli 1972 in Coburg) war ein deutscher Politiker (FDP). Er war von 1950 bis 1954 Mitglied des Bayerischen Landtages.

## Leben
Wolf kam im Alter von fünf Jahren nach München und erwarb dort das kaufmännische Diplom an der Handelshochschule. Im Ersten Weltkrieg nahm er von 1914 bis 1918 beim Königlichen Bayerischen Infanterie-Leib-Regiment an der Westfront teil. Er wollte beruflich die koloniale Verwaltungslaufbahn einschlagen, was ihm nach dem Krieg jedoch nicht möglich war, sodass er drei Jahre im Bankfach arbeitete. Im Jahr 1923 gründete er an der Börse ein selbstständiges Assekuranzgeschäft in Coburg und heiratete 1920 in Coburg.
Wolf war vom 27. November 1950 bis zum 12. Dezember 1954 für den Wahlkreis Oberfranken Mitglied des Bayerischen Landtages und dort Mitglied der FDP-Fraktion. Des Weiteren war er im Landtag Mitglied des Ausschusses für Grenzlandfragen, des Ausschusses Bayern Pfalz, des Ausschusses für Eingaben und Beschwerden, des Unterausschusses für Grenzlandfragen zur Beratung des Grenzlandhilfeprogrammes sowie Mitglied des Unterausschusses eines Untersuchungsausschusses.